# Ignasi Maria Colomer i Oms

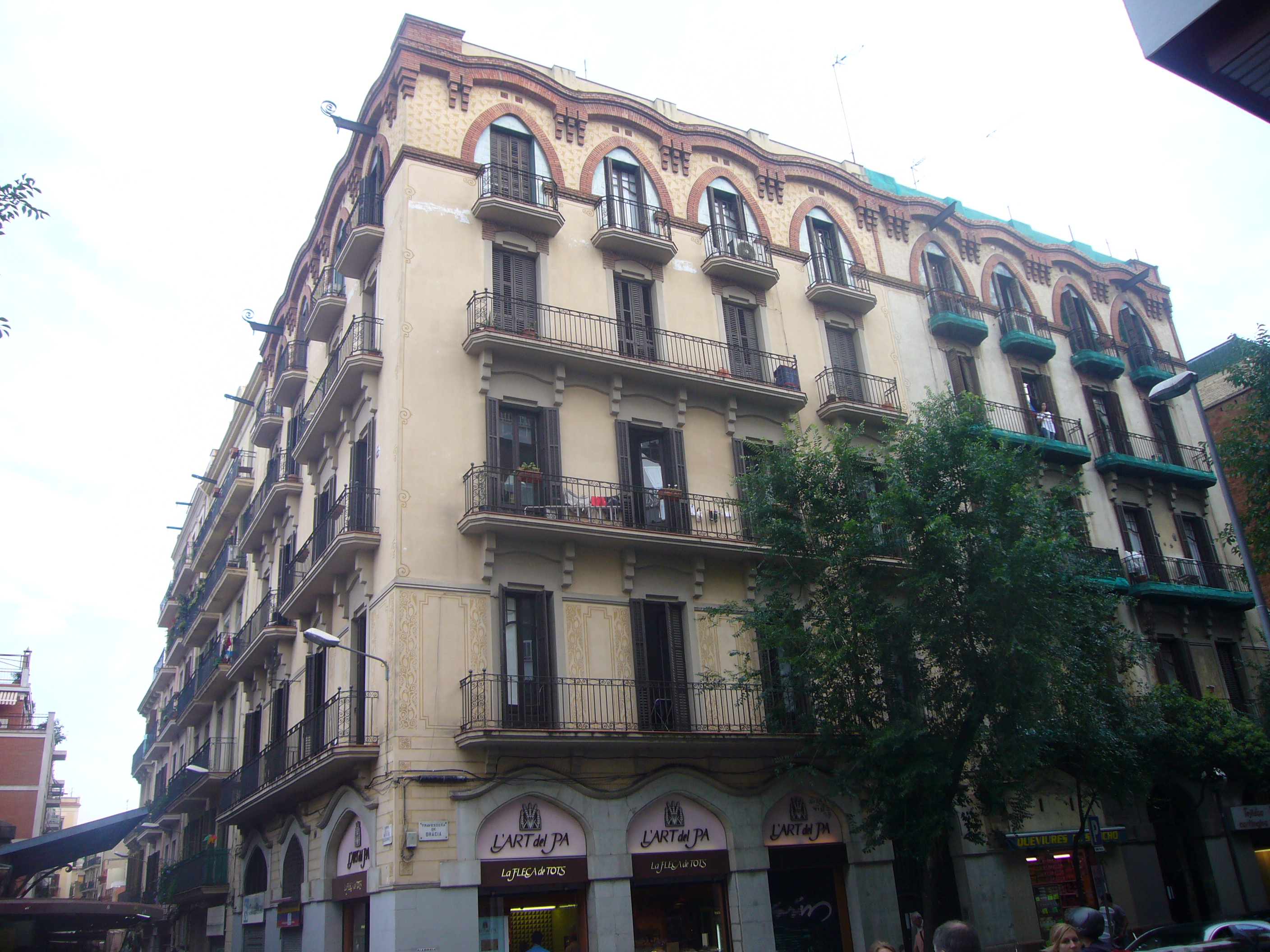
Casa Pere Folguera, obra del arquitecto igualadino Ignasi Colomer i Oms, en Gràcia, Barcelona

Ignasi Maria Colomer i Oms (Igualada, 1878-1967) fue un arquitecto modernista español, sobrino del también arquitecto Ignasi Oms i Ponsa. 
Estudió en la Escuela Técnica Superior de Arquitectura de Barcelona, donde se tituló en 1906. Fue jefe del Servicio de Valoraciones del Ayuntamiento de Barcelona. La mayoría de sus obras están en Igualada, donde fue autor de la curtiduría Balsells (1914-1925), la Academia Cots (1915-1917), la casa Balcells (1917), la casa Ponsell (1917) y la casa Magí (1920).